# المرأة المريضة (كتاب)
المرأة المريضة: رحلة عبر الطب والأسطورة في عالم من صنع الإنسان هو كتاب غير خيالي لعام 2021 من تأليف إلينور كليغورن. تقدم تاريخًا ثقافيًا لتأثيرات معاداة النساء على الطب الغربي والممارسات الطبية الغربية.

## ملخص
في كتابها تقدم المؤرخة الثقافية البريطانية كليغورن تاريخًا للطرق التي أساء بها الطب الغربي وتجاهل قضايا المرأة وصحة المرأة. تركز انتقادات الكتاب النسوية إلى حد كبير على الممارسة الطبية في الولايات المتحدة والمملكة المتحدة. يغطي بحث كليغورن أكثر من 2000 عام، بدءًا من أبقراط واستمرارًا لطب القرن الحادي والعشرين. يتكون الكتاب من ثمانية عشر فصلاً في ثلاثة أجزاء: اليونان القديمة - القرن التاسع عشر، أواخر القرن التاسع عشر - الأربعينيات، 1945 - الوقت الحاضر.

## التطوير
تم تشخيص كليغورن بمرض الذئبة الحمامية الجهازية في عام 2010 بعد حملها الثاني، بعد التعامل مع الأعراض لأكثر من عشر سنوات. قادتها هذه التجربة إلى البحث عن مرض الذئبة في القرن التاسع عشر والذي أعطاها نظرة ثاقبة في العلاج الطبي وسوء معاملة آلام النساء. تم تأريخ تجارب كليغورن مع مرض الذئبة في كتاب «النساء المريضة».